# División de Honor de rugby 2013-14
La División de Honor de Rugby 2013-14 es la 47.ª edición de la competición. El torneo lo organiza la Federación Española de Rugby.

## Equipos participantes
| Equipo                          | Ciudad                                | Estadio                             | Entrenador          | Marca      |
| ------------------------------- | ------------------------------------- | ----------------------------------- | ------------------- | ---------- |
| Ciencias Fundación Cajasol      | Sevilla                               | Instalaciones Deportivas La Cartuja | Paco González       | Samurai    |
| BathCo Independiente Rugby Club | Santander (Cantabria)                 | Campo de San Román                  | Tristán Moziman     | Proact     |
| C.R. El Salvador                | Valladolid                            | Campos de Pepe Rojo                 | Juan Carlos Pérez   | Canterbury |
| VRAC Quesos Entrepinares        | Valladolid                            | Campos de Pepe Rojo                 | Diego Merino        | Kappa      |
| AMPO Ordizia Rugby Elkartea     | Ordicia (Guipúzcoa)                   | Estadio Municipal de Altamira       | Santos Regil        | Canterbury |
| Bizkaia Gernika Rugby Taldea    | Guernica y Luno (Vizcaya)             | Campo de Urbieta                    | Peter Borlase       |            |
| Getxo Artea Rugby Taldea        | Guecho (Vizcaya)                      | Ciudad Deportiva de Fadura          | Todd Dammers        |            |
| Hernani CRE                     | Hernani (Guipúzcoa)                   | Landare Toki                        |                     |            |
| Blusens Universidade Vigo       | Vigo (Pontevedra)                     | Lagoas-Marcosende                   | David Monreal       | Amura      |
| Unió Esportiva Santboiana Seat  | San Baudilio de Llobregat (Barcelona) | Estadi Baldiri Aleu                 |                     |            |
| CR Complutense Cisneros         | Madrid                                | Estadio Nacional Complutense        | Daniel Vinuesa      | Canterbury |
| Rugby Atlético Madrid           | Tres Cantos (Madrid)                  | Centro Deportivo Gabriel Parellada  | José Antonio Barrio | Kappa      |

### Equipos por comunidades autónomas
| Comunidad autónoma  | N.º | Equipos                                                  |
| ------------------- | --- | -------------------------------------------------------- |
| País Vasco          | 4   | Getxo Artea, Bizkaia Gernika, AMPO Ordizia y Hernani CRE |
| Castilla y León     | 2   | C.R. El Salvador y VRAC Quesos Entrepinares              |
| Comunidad de Madrid | 2   | CR Complutense Cisneros y Rugby Atlético Madrid          |
| Cantabria           | 1   | BathCo Independiente                                     |
| Cataluña            | 1   | UE Santboiana Seat                                       |
| Galicia             | 1   | Blusens Universidade Vigo                                |
| Andalucía           | 1   | Ciencias Fundación Cajasol                               |

## Sistema de competición
El sistema de competición es una liga regular a dos vueltas (partidos de ida y vuelta) de 12 equipos. Los seis mejores clasificados al finalizar las veintidós jornadas de temporada regular se jugarán el título en los play-offs. Primer y segundo clasificados accederán directamente a semifinales mientras que tercero, cuarto, quinto y sexto, jugarán una fase previa para acceder a ellas. Este sistema da un total de 22 jornadas de liga y ciento treinta y dos partidos, más cinco de play-off, además de un partido especial para dirimir el ascenso o descenso de categoría de uno de los equipos (jugado entre el undécimo de División de Honor y el segundo de División de Honor B).

### Sistema de puntuación
- Cada victoria suma 4 puntos.
- Cada empate suma 2 puntos.
- Cuatro ensayos en un partido suma 1 punto de bonus.
- Perder por una diferencia de siete puntos o inferior suma 1 punto de bonus.

### Ascensos y descensos
Desde la temporada 2011-2012 el sistema de ascensos y descensos es el siguiente:
- Descenso directo para el último clasificado al final de las veintidós jornadas.
- Promoción para el penúltimo clasificado al final de las veintidós jornadas.
- Ascenso directo del ganador de la eliminatoria de División de Honor B.
- Promoción de ascenso para el segundo clasificado de la eliminatoria.

## Clasificación
Actualizado a últimos partidos disputados el 20 de octubre de 2013
|  |     | Equipo                       | PJ | G | E | P | PF  | PC | Dif | PBO | PBD | Pts |
|  | --- | ---------------------------- | -- | - | - | - | --- | -- | --- | --- | --- | --- |
|  | 1.  | AMPO Ordizia R.E.            | 4  | 3 | 0 | 1 | 127 | 76 | +26 | 2   | 0   | 15  |
|  | 2.  | VRAC Quesos Entrepinares (C) | 4  | 3 | 0 | 1 | 132 | 85 | +23 | 1   | 0   | 15  |
|  | 3.  | C.R. El Salvador             | 4  | 3 | 0 | 1 | 103 | 77 | +15 | 1   | 0   | 14  |
|  | 4.  | Bathco Independiente (A)     | 4  | 3 | 0 | 1 | 51  | 90 | +4  | 1   | 1   | 13  |
|  | 5.  | Getxo Rugby Taldea           | 4  | 3 | 0 | 1 | 63  | 67 | -4  | 1   | 1   | 13  |
|  | 6.  | Rugby Atlético Madrid        | 4  | 2 | 0 | 2 | 39  | 34 | +5  | 0   | 1   | 11  |
|  | 7.  | Hernani CRE                  | 4  | 2 | 0 | 2 | 35  | 37 | -2  | 0   | 1   | 10  |
|  | 8.  | CR Complutense Cisneros      | 4  | 1 | 0 | 3 | 50  | 46 | +4  | 0   | 0   | 8   |
|  | 9.  | Bizkaia Gernika R.T          | 4  | 1 | 0 | 3 | 51  | 61 | -10 | 0   | 0   | 7   |
|  | 10. | UE Santboiana Seat           | 4  | 1 | 0 | 3 | 36  | 46 | -10 | 0   | 2   | 7   |
|  | 11. | Blusens Universidade Vigo    | 4  | 1 | 0 | 3 | 43  | 65 | -22 | 0   | 1   | 5   |
|  | 12. | Ciencias Fundación Cajasol   | 4  | 1 | 0 | 3 | 50  | 79 | -29 | 0   | 1   | 5   |

Pts = Puntos totales; PJ = Partidos Jugados; G = Partidos Ganados; E = Partidos Empatados; P = Partidos Perdidos; PF = Puntos a favor; PC = Puntos en contra; Dif = Diferencia de puntos; PBO = Bonus ofensivos; PBD = Bonus defensivos
|  | Clasificados directamente a semifinales de la eliminatoria por el título |
|  | Clasificados para el play off por el título                              |
|  | Promoción de descenso a División de Honor B                              |
|  | Descenso a División de Honor B                                           |
|  | (C) Campeón 2012/13                                                      |
|  | (A) Ascenso 2012/13                                                      |

## Temporada regular
Calendario oficial. 

### Jornada 1
| 15 de septiembre de 2013, 16:00 | Blusens Universidade Vigo                                                         | 25(b)-31(b) | CR Complutense Cisneros                                                                                        | Lagoas Marcosende, Vigo, |                     |
|                                 | Ensayos: Graham 35' Prieto 41' Parga45' Con: Simon 41', 45' Pen: Simon', 27', 80' | Reporte     | Ensayos: María 39' Villanueva 50' Molina 58' Hernández 78' Con: Hernández 39', 50', 58', 78' Pen: Hernández 4' | Árbitro(s): Montoya      | Árbitro(s): Montoya |

| 15 de septiembre de 2013, 17:00 | VRAC Quesos Entrepinares | 38(b)-22 | Hernani CRE                                                                                         | Pepe Rojo, Valladolid,   |                          |
|                                 | Ensayos: Pablo César Gutiérrez 20' Gareth Griffiths (2) 30' , 67 Ensayo de castigo 74' Con: Gareth Griffiths 20', 30', 74' Pen: Gareth Griffiths 13', 25', 42', 62', 67' | Reporte  | Ensayos: Jon Olano 22' Peio Pérez 28' Aritz Otaegi 80' Con: Peio Pérez 22', 28' Pen: Igor Genua 51' | Árbitro(s): David Castro | Árbitro(s): David Castro |

| 15 de septiembre de 2013, 17:00 | Bizkaia Gernika                                                                | 21-36   | Bathco Independiente                                                                                     | Urbieta, Guernica, |                    |
|                                 | Ensayos: Lasa 60' Nikola 73' Con: Olaeta 73' Pen: Olaeta 3',22', 31', 36', 67' | Reporte | Ensayos: García10' Constardi 49', 55' 80' Con: Samuele 10', 49', 55' Pen: Samuele 6', 16', 24', 34', 37' | Árbitro(s): Raposo | Árbitro(s): Raposo |

| 16 de septiembre de 2013, 11:30 | Rugby Atlético Madrid                                                              | 26(b)-33 | Getxo Artea | Polideportivo de la Luz, Tres Cantos, Madrid, |                    |
|                                 | Ensayos: Armental 5' Michi 36' Canosa 40' Con: Fontes 40' Pen: Fontes 50', 73',79' | Reporte  | Ensayos: Zabaloi 21' Garate 32' Linklater 76' Hernández 78' Con: Linklater 21', 32', 58', 78' Pen: Linklater 15', 24', 57', 66', 76' | Árbitro(s): Nievas                            | Árbitro(s): Nievas |

| 16 de septiembre de 2013, 12:00 | AMPO Ordizia                                                     | 15(b)-16 | C.R. El Salvador                                             | Altamira, Ordizia, |                    |
|                                 | Ensayos: Muagututia 54' Lomax 81' Con: Steyl 81' Pen: Palumbo 5' | Reporte  | Ensayos: Max Vega 70' Pedrito 78' Con: Pen: Pedrito 11', 43' | Árbitro(s): Ortega | Árbitro(s): Ortega |

| 16 de septiembre de 2013, 12:00 | UE Santboiana Seat                              | 13(b)-17 | Ciencias Fundación Cajasol                                                  | Baldiri Aleu, San Baudilio de Llobregat, |                           |
|                                 | Ensayos: Palau 5' Palau 75' Con: Pen: Palau 69' | Reporte  | Ensayos: Íñiguez 43' Ensayo de Castigo 78' Con: Mazo 43', 78' Pen: Mazo 72' | Árbitro(s): Atorrasagasti                | Árbitro(s): Atorrasagasti |

### Jornada 2
| 21 de septiembre de 2013, 18:00 | CR Complutense Cisneros                                                                                       | 32(b)-42(b) | VRAC Quesos Entrepinares | Estadio Nacional Complutense, Madrid, |                        |
|                                 | Ensayos: Soriano 2' Girao 17' Guillermo Espinosa 63' Juan Cano 69' Con: Girao 2', 17', 69' Pen: Girao 7', 71' | Reporte     | Ensayos: Álvaro Abril 35' Nacho Gutiérrez Muller 37' Alberto Blanco 47' Pedro Martín 49' Carlos Gavidi 54' Con: Gareth Griffiths 35', 37', 47', 49' Pen: Gareth Griffiths 23', 78', 80' | Árbitro(s): Gallastegi                | Árbitro(s): Gallastegi |

| 22 de septiembre de 2013, 11:30 | Ciencias Fundación Cajasol | 18(b)-24 | AMPO Ordizia | La Cartuja, Sevilla,   |                        |
|                                 |                            | Reporte  |              | Árbitro(s): Molpeceres | Árbitro(s): Molpeceres |

| 22 de septiembre de 2013, 12:00 | Hernani CRE | 29-23(b) | UE Santboiana Seat | Landare Toki, Hernani, |                    |
|                                 |             | Reporte  |                    | Árbitro(s): Raposo     | Árbitro(s): Raposo |

| 22 de septiembre de 2013, 12:30 | Getxo Artea                                                                                   | 34(b)-18 | Blusens Universidade Vigo                                                          | Fadura, Guecho,      |                      |
|                                 | Ensayos: James 2',7' Dan 61' Garate 72' Con: Brad 2', 8', 61',72' Pen: Brad 35' Linklater 56' | Reporte  | Ensayos: Uruburo 20' David Riveiro 32' Con: Graham 32' Pen: Graham 51' Uruburo 52' | Árbitro(s): Villegas | Árbitro(s): Villegas |

| 22 de septiembre de 2013, 12:30 | Bathco Independiente | 14-25(b) | Rugby Atlético Madrid | Campo de San Román, San Román |                     |
|                                 |                      | Reporte  |                       | Árbitro(s): Montoya           | Árbitro(s): Montoya |

| 22 de septiembre de 2013, 12:30 | C.R. El Salvador | 43(b)-29(b) | Bizkaia Gernika                                                                    | Pepe Rojo, Valladolid, |                   |
|                                 | Ensayos: Víctor Sánchez 23' Víctor de la Llana 33' Oscar García 38' Pearce 41' 47', 48' Carter 65' Con: Pedrito 38' Pearce 41', 47', 65' Pen: | Reporte     | Ensayos: Urkijo 26' Etxaniz 55' 75', 79' Con: Olaeta 26', 55', 75' Pen: Olaeta 36' | Árbitro(s): Riera      | Árbitro(s): Riera |

### Jornada 3
| 28 de septiembre de 2013, 13:00 | Rugby Atlético Madrid | 26-13 | Blusens Universidade Vigo | Polideportivo de la Luz, Tres Cantos, Madrid, |  |
|                                 |                       |       |                           | Árbitro(s): Gallastegi                        |  |

| 28 de septiembre de 2013, 16:00 | AMPO Ordizia | 42-24 | Hernani CRE | Altamira, Ordizia,   |  |
|                                 |              |       |             | Árbitro(s): Villegas |  |

| 28 de septiembre de 2013, 17:00 | VRAC Quesos Entrepinares                                                                                                  | 25-3 | Getxo Artea        | Pepe Rojo, Valladolid, |                     |
|                                 | Ensayos: Pedro Martín 41' Álvaro Abril 43' Carlos Gavidi 66' Con: Gareth Griffiths 43', 66' Pen: Gareth Griffiths 4', 31' |      | Pen: Linklater 39' | Árbitro(s): Aguirre    | Árbitro(s): Aguirre |

| 29 de septiembre de 2013, 12:00 | Bizkaia Gernika | 34-7 | Ciencias Fundación Cajasol | Urbieta, Guernica,     |  |
|                                 |                 |      |                            | Árbitro(s): Figueruelo |  |

| 29 de septiembre de 2013, 12:30 | Bathco Independiente | 21-14(b) | C.R. El Salvador | Campo de San Román, San Román |  |

| 29 de septiembre de 2013, 12:45 | UE Santboiana Seat | 34-30 | CR Complutense Cisneros | Baldiri Aleu, San Baudilio de Llobregat, |  |
|                                 |                    |       |                         | Árbitro(s): Nievas                       |  |

### Jornada 4
| 5 de octubre de 2013, 16:30 | CR Complutense Cisneros | 18-46   | AMPO Ordizia |  |  |
|                             |                         | Reporte |              |  |  |

| 5 de octubre de 2013, 17:00 | Hernani C.R.E. | 33-22   | Bizkaia Gernika |  |  |
|                             |                | Reporte |                 |  |  |

| 5 de octubre de 2013, 17:00 | Vigo Rugby Club                                                                             | 28-27   | VRAC Quesos Entrepinares                                                                                            |  |  |
|                             | Ensayos: Tatafu 7' López Marques 10' Rowland 30' Con: Graham 7', 30' Pen: Simon 44',50',81' | Reporte | Ensayos: Gutiérrez 23' Villamor 32' Nacho Gutiérrez Muller 35' Con: Griffiths 23', 32', 35' Pen: Griffiths 65', 79' |  |  |

| 6 de octubre de 2013, 12:00 | Ciencias Fundación Cajasol | 18-42 (b) | Bathco Independiente |  |  |

| 6 de octubre de 2013, 12:30 | C.R. El Salvador | 30-12 | Rugby Atlético Madrid | Pepe Rojo, Valladolid |  |

| 6 de octubre de 2013, 12:30 | Getxo Artea Rugby Taldea | 24-8 | UE Santboiana Seat |  |  |

### Jornada 5
|  | Rugby Atlético Madrid | vs. | VRAC Quesos Entrepinares |  |  |

|  | UE Santboiana Seat | vs. | Blusens Vigo Rugby club |  |  |

|  | Gernika Rugby Taldea | vs. | CR Complutense Cisneros | Pepe Rojo, Valladolid, |  |
|  |                      |     |                         | Árbitro(s): Aguirre    |  |

|  | Bathco Independiente | 24 - 3 | Hernani C.R.E. | Campo de San Román, San Román de la Llanilla |  |

|  | C.R. El Salvador | vs. | Ciencias Fundación Cajasol | Pepe Rojo, Valladolid |  |

|  | AMPO Ordizia | vs. | Getxo Artea Rugby Taldea | Baldiri Aleu, San Baudilio de Llobregat, |  |